# Challenger de Winnetka 2016

El torneo Nielsen Pro Tennis Championships 2016 es un torneo profesional de tenis. Pertenece al ATP Challenger Series 2016. Se disputará su 25ª edición sobre superficie dura, en Winnetka, Estados Unidos entre el 04 al el 10 de julio de 2016.

## Jugadores participantes del cuadro de individuales
| Favorito | País                      | Jugador            | Rank1 | Posición en el torneo |
| -------- | ------------------------- | ------------------ | ----- | --------------------- |
| 1        | Bandera de Japón          | Yoshihito Nishioka | 122   | CAMPEÓN               |
| 2        | Bandera de Estados Unidos | Tim Smyczek        | 125   | Primera ronda         |
| 3        | Bandera de Estados Unidos | Austin Krajicek    | 132   | Segunda ronda         |
| 4        | Bandera de Suiza          | Marco Chiudinelli  | 138   | Segunda ronda         |
| 5        | Bandera de Japón          | Go Soeda           | 153   | Semifinales           |
| 6        | Bandera de Alemania       | Peter Gojowczyk    | 157   | Semifinales           |
| 7        | Bandera de Australia      | John-Patrick Smith | 160   | Segunda ronda         |
| 8        | Bandera de Estados Unidos | Frances Tiafoe     | 167   | FINAL                 |

- 1 Se ha tomado en cuenta el ranking del 27 de junio de 2016.

### Otros participantes
Los siguientes jugadores recibieron una invitación (wild card), por lo tanto ingresan directamente al cuadro principal (WC):
- Tom Fawcett
- Jared Hiltzik
- Mackenzie McDonald
- Alex Rybakov

Los siguientes jugadores ingresan al cuadro principal tras disputar el cuadro clasificatorio (Q):
- Adrien Bossel
- Alex Kuznetsov
- Dennis Nevolo
- Ryan Shane

## Campeones

### Individual Masculino
- Yoshihito Nishioka derrotó en la final a  Frances Tiafoe, 6–3, 6–2

### Dobles Masculino
- Stefan Kozlov /  John-Patrick Smith derrotaron en la final a  Sekou Bangoura /  David O'Hare, 6–3, 6–3